# Franz Erich Kassbaum
Franz Erich Kassbaum, auch: Kaßbaum (* 1. Juni 1885 in Lübeck; † 19. November 1930 in Hannover) war ein deutscher Architekt und preußischer Baubeamter.

## Leben
Franz Erich Kassbaum studierte an der Technischen Hochschule Hannover und anschließend von 1906 bis 1911 an der Technischen Hochschule (Berlin-)Charlottenburg. Er ging in den Staatsdienst nach Potsdam, kämpfte als Regierungsbauführer im Ersten Weltkrieg, wurde um 1915 zum Regierungsbaurat ernannt und arbeitete zunächst in Goldap, Ostpreußen. 1919 wurde er nach Arnsberg versetzt, beurlaubt und arbeitete ab 1922 bis 1925 in Schleswig als Vorstand des Hochbauamts im Dienstgrad eines Regierungs- und Baurats. Um 1926 wurde er Leiter der Neubauten der Technischen Hochschule Hannover, später aller Hochschulen, und schuf in diesem Amt größere Hochschulbauten in Hannover, die heute unter Denkmalschutz stehen. Kassbaum starb durch einen Autounfall.

## Schriften
- Die geplanten Erweiterungsbauten der Technischen Hochschule Hannover. In: Mitteilungen der hannoverschen Hochschulgemeinschaft, 1927, Heft 9, S. 22–24.

## Werk
Bauten und Entwürfe:

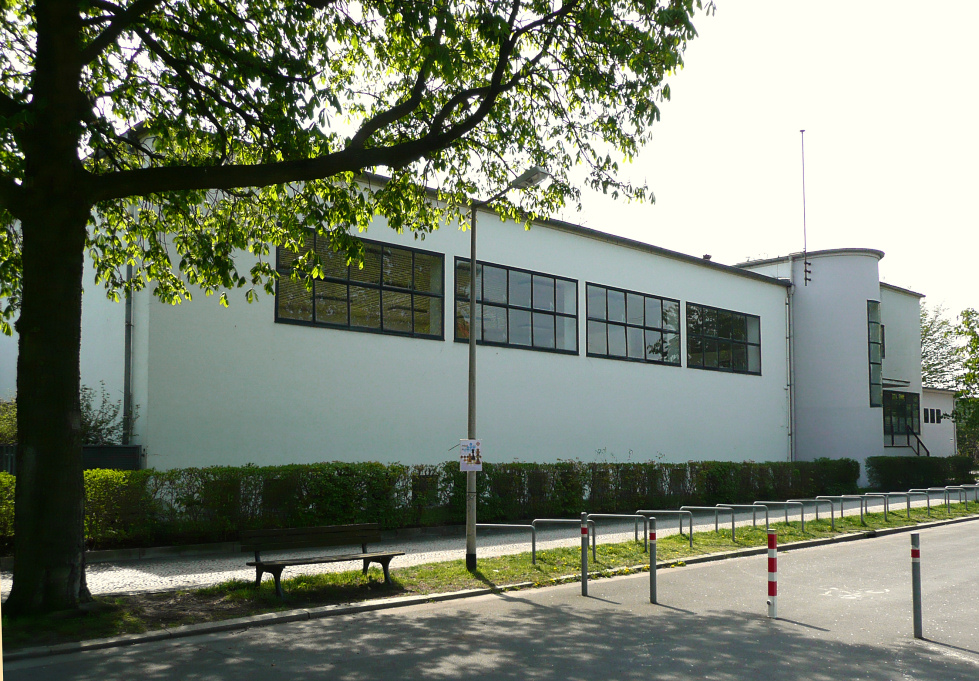
Turnhalle und Mensa der Tierärztlichen Hochschule Hannover

- 1926: Entwurf für das Anzeiger-Hochhaus in Hannover (nicht ausgeführt)
- 1927–1931: Gebäude für das Franzius-Institut in Hannover (unter Denkmalschutz)
- 1929–1935: Pädagogische Hochschule Hannover (unter Denkmalschutz)[5]
- 1930: Turnhalle und Mensa der Tierärztlichen Hochschule Hannover. Bauleitung mit Karl Grabenhorst, seit 1987 unter Denkmalschutz[6][7]
- 1930 Entwurf für eine Pädagogische Akademie in Essen-Ruhr, Gelände zwischen Steeler Straße, Kaiserhofstraße und Schwanenbuschstraße, Erster Preis im Wettbewerb, nicht ausgeführt[8]

Grafik:
- vermutlich 1908–1911: Denkmal für Eike von Repkow vor dem ehemaligen Landgericht (dem heutigen Amtsgericht) in Halberstadt[9]

## Auszeichnungen
- 1914: Gewinner des Schinkelwettbewerbs in der Kategorie Hochbau mit dem Entwurf zu einer Friedhofsanlage für eine Großstadt[10][11]
- 1914: Eisernes Kreuz Zweiter Klasse[12]